# Draba malpighiacea
Draba malpighiacea là một loài thực vật có hoa trong họ Cải. Loài này được Windham & Al-Shehbaz mô tả khoa học đầu tiên năm 2007.